# Давао-де-Оро
Давао-де-Оро (до 2019 року — Долина Компостела; себ. Lalawigan sa Davao de Oro) — провінція Філіппін у регіоні Давао на острові Мінданао. Адміністративним центром є муніципалітет Набунтуран. Долина Компостела, 78-а провінція в країні, була виокремлена з провінції Північне Давао згідно закону 8470, підписаного президентом Філіппін Фіделем Рамосом 30 січня 1998 року. 7 березня того ж року закон був ратифікований через плебісцит у двадцяти двох (22) муніципалітетах провінції.

## Географія
Площа провінції становить 4 479,77 км². Адміністративно поділяється на 11 муніципалітетів. Долина Компостела межує з провінцією Північне Давао на заході, провінцією Південний Агусан — на півночі, провінцією Східне Давао — на сході. На південному заході розташована затока Давао.

## Демографія
Згідно перепису 2015 року населення провінції становило 736 107 осіб. Більшість мешканців провінції є мігрантами з островів Себу, Самар та Бохол. Головною розмовною мовою є себуанська. Також поширені філіппінська та англійська. Близько 74% населення католики.

## Економіка
Основою економіки провінції є сільське господарство, зокрема вирощування наступних культур: рис, кокос, кава, манго, ананас, дуріан та банани. Поширеним є рибальство та розведення риби. Провінція також багата золотою рудою.